# Marelize Robberts
Martha Elizabeth “Marelize” Robberts (sinh năm 1986) là một người mẫu và thí sinh cuộc thi sắc đẹp ở Namibia, người đã giành danh hiệu Hoa hậu Namibia 2008 và đại diện Namibia tại Hoa hậu Thế giới 2008 tại Nam Phi.